# ألفريدو راموس (لاعب كرة قدم)
ألفريدو راموس (بالبرتغالية: Alfredo Ramos‏) (27 أكتوبر 1924 في البرازيل - 31 يوليو 2012 بساو باولو في البرازيل) هو مدرب كرة قدم ولاعب كرة قدم برازيلي في مركز الدفاع، شارك في كأس أمريكا الجنوبية 1953 وكأس العالم 1954. وشارك مع منتخب البرازيل لكرة القدم. أما مع النوادي، فقد لعب مع نادي سانتوس ونادي ساو باولو ونادي كورينثيانز.

## وصلات خارجية
- ألفريدو راموس على موقع الاتحاد الدولي (مؤرشف)  (الإنجليزية)
- ألفريدو راموس على موقع قاعدة بيانات كرة القدم.إي يو (الإنجليزية)
- ألفريدو راموس على موقع ناشيونال فوتبول تيمز (الإنجليزية)
- ألفريدو راموس على موقع عالم كرة القدم.نت (الإنجليزية)